# Longquan, Chizhou
Longquan (kinesiska: 龙泉) är en köping i östra Kina. Den ligger i Dongzhi härad i staden Chizhou i provinsen Anhui, omkring 250 kilometer söder om provinshuvudstaden Hefei. Antalet invånare är 24 459. Befolkningen består av 11 967 kvinnor och 12 492 män. Barn under 15 år utgör 16,0 %, vuxna 15-64 år 74 %, och äldre över 65 år 8,0 %.